# Lamb of God
Lamb of God es una banda estadounidense de groove metal y thrash metal formada en Richmond, Virginia. Se formó en 1994 bajo el nombre de Burn the Priest y en 1999 lanzaron su álbum debut homónimo con Legion Records, poco después cambiaron su nombre a Lamb of God. La banda está formada por el vocalista Randy Blythe, los guitarristas Mark Morton y Willie Adler, el bajista John Campbell, y el batería Art Cruz.
Desde su formación la banda ha editado nueve álbumes de estudio, un álbum en directo y tres DVD. Lamb of God ha figurado dos veces en el festival Ozzfest, y formó parte de la gira The Unholy Alliance Tour emprendida por la banda Slayer en 2006. También han aparecido en los festivales Download, Gigantour y Soundwave.

## Biografía

### Burn the Priest
En 1990 el guitarrista Mark Morton, el batería Chris Adler y el bajista John Campbell formaron una banda llamada Burn The Priest. Los miembros de la banda se conocían todos unos a otros de la facultad a la que asistían todos en la Virginia Commonwealth University de Richmond, Virginia. Morton dejó la banda poco después de la formación para graduarse en su máster. Adler y Campbell sustituyeron a Morton con Abe Spear. Durante los siguientes cinco años la banda ensayaba en casa de Adler y por Virginia. En 1995 editaron una demo homónima. Tras la demos, Burn The Priest grabó sendos álbumes compartidos con Zed y Agents Of Satan. Después de las primeras tres demos, el grupo incorporó a Randy Blythe a su formación.
En 1997 Morton volvió al grupo. Dos años después la banda publicó su primer álbum de larga duración homónimo, Burn The Priest, mediante Legion Records. El álbum fue producido por Steve Austin, vocalista y guitarrista de Today Is The Day. Spear dejó la banda, dejando una vacante para un guitarrista. El hermano de Adler, Willie Adler, pasó a ser el segundo guitarrista del grupo un año después, y se firmó un contrato con Prosthetic Records. Después de que a la banda se le prohibiera tocar en determinados sitios (algunos propietarios de salas de concierto creían que la banda poseía un nombre malvado), Burn The Priest cambió su nombre a Lamb of God.

### New American GospelyAs the Palaces Burn(2000-2003)
Con nombre y discográfica nuevos la banda editó su segundo álbum y el primero bajo el nombre Lamb of God, New American Gospel, en septiembre de 2000. Patrick Kennedy de Allmusic comparó a la banda con Pantera, declarando que «los sellos esenciales del metal post-Pantera abundan en el álbum debut de Lamb Of God. New American Gospel proporciona un poderoso roble sobre el que se mantiene la valiente fe en el metal americano, tendiendo con eficacia un puente entre la insistencia de sargento instructror sobre la técnica de los 90 y el decidido enfoque en la construcción de riffs de la vieja escuela». Chris Adler comentó: «Éste es un disco clásico. Hicimos venir juntos todos los elementos para hacer uno de los más fuertes, aunque contagiosos, discos de nuestra carrera. Fue difícil contenernos ni siquiera entendimos en ese momento lo que habíamos creado».
Lamb Of God salió de gira durante dos años antes de lanzar su tercer álbum de estudio As The Palaces Burn, el 6 de mayo de 2003. Kirk Miller de la revista Rolling Stone dio al álbum tres de cinco estrellas y escribió que «al contrario que muchos de sus extralimitados contemporáneos influenciados por Slipknot, Lamb Of God ofrece un asalto de metal meticulosamente manufacturado». En adición, el álbum destacó por su conservadora posición frente a la nueva generación de metal o nu metal, alejándose de cantos melódicos de corte comercial, manteniendo la línea impuesta desde su creación como Burn The Priest.[cita requerida] Fue votado álbum número 1 por las revistas Revolver Magazine y Metal Hammer, también ostentó una nota de 8 sobre 10 en la página especializada Blabbermouth.net. El grupo estuvo de gira en el primer tour Headbangers Ball, donde grabaron un DVD que incluía actuaciones en vivo y un documental, titulado Terrors and Hubris. El DVD fue un éxito, debutando en el número 31 de la lista Billboard Top Music Videos.

### Ashes of the Wake(2004-2005)
Lamb Of God publicó el álbum Ashes of the Wake en agosto de 2005, debutando en el número 37 del Billboard 200, y vendiendo más de 37.000 copias la primera semana. Epic Records, la nueva discográfica de la banda, distribuyó el disco. En este trabajo, se ve claramente el estilo sonoro de Lamb of God, empezando a situarse como uno de los grupos de metal (independientemente del género) que mejor suenan. Johnny Loftus de Allmusic elogió el disco diciendo que «con el género atascado por atontados de PVC e impersonalizadores de Alice In Chains, Lamb Of God equilibra la ecuación de poder, rabia, tradición y elaboración. 
El álbum, a pesar de caracterizar a la banda, el álbum fue criticado por su falta de identidad, a pesar de su transmisión dada por sus letras. Según la revisión realizada por Blabbermouth.net: «Es un sonido agresivo y característico, no obstante la sensación de recolección de riffs de Pantera con toques de Slayer le quita personalidad a muchas de sus canciones». En la canción que da título «Ashes of the Wake» al álbum figuran los exguitarristas de Testament y Megadeth Alex Skolnick y Chris Poland, respectivamente.
La banda promocionó Ashes of the Wake con una extensa gira, figurando por segunda vez en el Ozzfest de 2004, y en festival Sounds of the Underground de 2005. La banda fue premiada en segundo lugar por el mejor álbum en la Revolver Magazine, por detrás el álbum Leviathan de Mastodon, y por el mejor vídeo gracias al videoclip de la canción «Now you've got something to die for». Durante el tour la banda grabó y público una actuación en vivo bajo el nombre de Killadelphia. Además del recital como tal, también se grabaron diversas tomas en las que se muestran las actividades de la banda durante el tour, actividades donde se evidencian situaciones jocosas o enfrentamientos (como cuando el guitarrista principal Mark Morton golpea a al vocalista Randy Blythe). El lanzamiento estuvo disponible en DVD y CD. El DVD fue certificado platino por la Asociación de la Industria Discográfica de Estados Unidos en 2007.

### Sacrament(2005-2007)
En agosto de 2006 Lamb Of God publicó su quinto álbum de estudio, Sacrament.  El álbum debutó en el número 8 del Billboard 200, y alcanzó cerca de 65.000 copias vendidas en la primera semana a la venta, casi doblando los resultados del anterior álbum. El disco recibió en general críticas positivas, como la de Cosmo Lee de Stylus Magazine declarando que «Sacrament tiene las canciones más memorables de la banda hasta la fecha. Musicalmente, no hay grasa. La banda toca con precisión láser y se mueve fluidamente entre riffs y transiciones. Ed Thompson de IGN se refirió a Sacrament: «uno de los mejores álbumes de metal de 2006». Jon Pareles de Blender lo denominó «un torrente constante».
La banda figuró en grandes festivales para promocionar el álbum, incluyendo The Unholy Alliance con Slayer, Mastodon, Children of Bodom y Thine Eyes Bleed; Gigantour teloneando a Megadeth; escenario principal de Ozzfest; una aparición en el festival Download, y una gira exclusiva con Killswitch Engage, Soilwork, y Devildriver, donde Killswitch Engage y Lamb of God compartieron cabeza de cartel alternadamente en los shows. Con Sacrament, Lamb of God se confirma como uno de los mejores sonidos de Metal (independientemente del género) actuales.
Lamb of God estuvo nominado a la mejor interpretación metal en los premios Grammy de 2007 por Redneck, pero perdió frente a Eyes of the Insane de Slayer.
En diciembre de 2007 el grupo reeditó el álbum como Sacrament: Deluxe Producer Edition en un formato de disco doble. El formato contenía todas las canciones originales de Sacrament en el primer disco, y el segundo disco era un CD-ROM que contenía todas las pistas de guitarra, bajo, voz y batería en formato de mp3 a 192kbps, permitiendo al comprador producir su propia interpretación de las canciones. Blythe declaró, «a veces tienes que hacer algo especial para que los chicos incluso compren un álbum en lugar de descargarlo». La banda tomó un descanso para escribir nuevo material durante 2008 y preparar una nueva grabación para su lanzamiento, programado para 2009. La banda negoció con una nueva discográfica para distribuir los discos fuera de los Estados Unidos. Chris Adler declaró que Epic Records en los Estados Unidos «no podrían ser más perfectos», pero deseaba un sello diferente para lanzamientos internacionales. La banda firmó un acuerdo con Roadrunner el 1 de mayo de 2008 para la distribución en el resto del mundo.

### Walk with Me in HellyWrath(2008-2010)
El 1 de mayo de 2008, Lamb of God anunció vía MySpace que su nuevo DVD, Walk with Me in Hell, sería publicado el de 1 de julio de 2008. El DVD contiene dos discos; en el primero se encuentra un documental muy al estilo del anterior DVD (Killadeplhia), en el cual nuevamente se observan las actividades como banda y como se lleva acabó el tour de promoción. En el segundo se encuentra el "making of" del álbum Sacrament, donde se expone el proceso de grabación por parte de los cinco miembros, además de escenas en las que se evidencian otros aspectos dentro de las vidas de los músicos. En total son más de cinco horas de metraje entre ambos discos.
Al final del documental Walk with Me in Hell los miembros declararon que estaban más entusiasmados que nunca con para componer el nuevo material. En agosto de 2008 se anunció que la banda había comenzado a trabajar en la continuación de Sacrament, y que el lanzamiento estaba programado para febrero de 2009. Josh Wilbur fue nombrado como productor del disco. El grupo también estuvo de gira como teloneros de Metallica empezando en diciembre de 2008. 
El proceso de grabación estuvo disponible en línea a través de la web del grupo, con webcams instaladas en el estudio (específicamente en la salas de batería y de mezclas).
El nuevo disco llamado Wrath fue publicado el 24 de febrero de 2009 en los EE. UU. a través de Epic Records y el 23 de febrero de 2009 mediante Roadrunner Records. El batería Chris Adler fue citado diciendo «este álbum va a sorprender a mucha gente. Normalmente las bandas que llegan donde estamos nosotros en nuestra carrera empiezan a aflojar, oler las rosas y vomitar. Nosotros elegimos un camino diferente. Nadie quiere oír a otro miembro de un grupo haciendo promoción de un nuevo disco. Wrath no lo necesita. Hemos llegado a nuestro apogeo y el 24 de febrero lo vais a sentir». Wrath debutó en el número 2 del Billboard 200, vendiendo más de 68.000 copias en la primera semana.
En la edición especial del álbum se añaden tres temas adicionales y además se incluye un segundo disco titulado Wrath Tour 2009-2010, en el que se presenta un recopilado de varios temas grabados en vivo en los diferentes recitales dados por el quinteto.
Empezando el 2 de abril de 2009, Lamb of God se embarcó en la gira No Fear No Energy Tour encabezada por ellos mismos con Children of Bodom y As I Lay Dying como teloneros principales, y God Forbid y Municipal Waste rotando en algunas aperturas de conciertos.
El 11 de junio de 2009 Lamb Of God ofreció su primer concierto en España aprovechando su participación en el festival Sonisphere de Barcelona, junto a bandas de gran calibre como Metallica, Slipknot, Machine Head, Down y Mastodon., teloneando los días 13 y 14 del mismo mes a Metallica en el Palacio de los Deportes de Madrid junto con Mastodon. Posteriormente el 9 de julio del mismo año por primera y única ocasión participaron en el Optimus Alive Festival de Lisboa, Portugal con las mismas bandas.
Además, la banda realiza su primera gira Suramericana, llegando a países como Colombia, Venezuela, Chile, etc. Con una gran acogida, los recitales fueron realizados mayoritariamente en teatros de poca capacidad (entre 400 o 600 personas). En el caso particular de Colombia; el recital fue dado en el teatro Metropol, donde a pesar de su reducido tamaño, el sitio se llenó casi en su totalidad, dejando a un número importante de personas fuera del recital.

### Actuaciones en festivales y «Hit the Wall»
Lamb of God actuó en el Mayhem Festival 2010 en el Main Stage junto con Korn, Rob Zombie, y Five Finger Death Punch. Otros grupos serán: Atreyu, In This Moment, 3 Inches of Blood, Hatebreed, Chimaira, Shadows Fall, y Winds of Plague.
Lamb of God también fueron nominados a un Grammy en 2010 por la categoría Mejor Interpretación Metal, con «Set to Fail» pero el premio fue para Judas Priest.
Lamb of God actuó en el Download Festival 2010 después de ser confirmados a través de la web oficial del festival a las 00.30 del 16 de febrero. Ésta fue su tercera vez en Download Festival.
Lamb of God también actuó por primera vez en las Filipinas, en el PULP Summer Slam anual del 17 de abril, con el legendario grupo de thrash Testament. El grupo también actuó en India por primera vez el 15 de mayo de 2010, encabezando el festival Summer Storm de Bangalore. Han programado actuaciones para sus fanes turcos en Kucukciftlik Park, Estambul, el 17 de mayo.
El 19 de abril, IGN lanzó un vídeo 'making of' de Lamb of God trabajando en su próximo sencillo, «Hit the Wall,» el cual enseguida se filtró y se puede encontrar en internet, sin las voces todavía, aquí. El sencillo aparece en el videojuego Iron Man 2, que salió a la venta el 4 de mayo de 2010.

### Resolution(2011-2012)
Anunciado el 31 de octubre de 2011, el más reciente álbum de la banda se hizo esperar hasta el 24 de enero de 2012. Al igual que el anterior álbum de la banda, este fue producido y mezclado por Josh Wilbur. El álbum debutó en el número 3 en el Billboard 200 y número 1 en la lista rock. El álbum vendió alrededor de 52 000 copias en los EE. UU. durante la primera semana de lanzamiento. En cuanto a su acogida, Resolution  recibió en su mayoría críticas positivas. En Metacritic, el disco alcanzó una puntuación global de 72 sobre 100, basado en 18 comentarios de los críticos profesionales. Rick Florino de ARTISTdirect dio al álbum 5 de 5 estrellas afirmando que era «Lamb of God en su máxima expresión». Carla Gillis de Now Magazine le dio tres de cinco estrellas y dijo: «Resolution es tan agresivo como siempre, no es poca cosa para una banda que cuenta ya siete producciones. Este disco esta plagado de riffs memorables (Desolation, The Undertow, Barbarosa). Además de las composiciones acústicas rescatadas del Wrath (Ghost Walking o King me)».
Según Blabbermouth.net, Resolution es el resultado de la experiencia de Lamb of God, desatando el groove clásico de la banda, pero añadiendo nuevos elementos que incrementan el nivel artístico de las composiciones. Canciones como «King Me» ahora traen elementos melódicos de otros géneros, como el soprano, y otras como «Insurrection» acercan a Randy Blythe a un estilo más relajado, sin ser necesariamente melódico.
Tras el lanzamiento del álbum, la gira promocional fue la más grande que ha realizado la banda. En compañía de bandas como Hatebreed, Slayer, Machine Head, etc. La gira comenzó el 22 de enero de 2012 con un concierto en la ciudad natal de la banda, es decir en Richmond, Virginia. Después recorrieron gran parte de Norteamérica para que posteriormente llegaran Asia, luego pasando por Australia (siendo banda de cabecera en el Festival de Soundwave), para posteriormente terminar en América Latina. En mayo de 2012, la banda tocó las fechas en India e Israel siendo estos dos los únicos países orientales en los que tocaron antes de comenzar un mes de gira europea.

### Cargos de homicidio en contra deRandy Blythe(2012) y reinicio de tour
El 28 de junio de 2012, poco después de que la banda hubiera aterrizado en el aeropuerto de Ruzyne para su concierto programado esa noche en Praga, el vocalista Randy Blythe fue arrestado por cargos de homicidio por un incidente que había tenido lugar dos años antes en medio del tour de promoción de su anterior álbum Wrath. De acuerdo a los informes policiales, un joven de 19 años llamado Daniel N. fue empujado por Blythe después de que saltó al escenario durante el último concierto de la banda en Praga en el club Abaton el 24 de mayo de 2010. El joven cayó directamente sobre su cabeza, adquiriendo de esta manera un trauma cerebral grave y, finalmente, cayendo en coma. Murió de sus heridas unas semanas más tarde. Los representantes de la banda han dicho que Blythe fue «acusado injustamente», y que «esperan que sea totalmente exonerado». 
El 30 de junio de 2012, el Tribunal de Distrito de Praga 8 dictaminó que Blythe debería cumplir una pena en prisión provisional, ya que se considera como un riesgo de fuga. El juez también dictaminó unas sesiones más tarde que Blythe podía ser liberado con una fianza de CZK 4 000 000, aproximadamente 200 000 dólares americanos. En consecuencia de este incidente el concierto en Praga y apariciones en festivales en el With Full Force en Alemania y en el Festival de metal Tuska Open Air en Finlandia fueron cancelados. El 17 de julio de 2012, una representación de tres jueces en el Tribunal Municipal de Praga revisó la decisión de otorgar una fianza por parte del Tribunal 8 de Praga, siendo revisada por el Tribunal superior, concluyendo que la Fianza en favor a Blythe debió ser el doble de la impuesta, pasando de CZK 4 000 000 a CZK 8 000 000, aproximadamente 400 000 dólares americanos. 
El 26 de julio de 2012, se confirmó que la próxima gira por Estados Unidos en compañía de Dethklok y Gojira sería cancelada, con base también en la encarcelación de Blythe en Praga. El 2 de agosto de 2012, Blythe fue puesto en libertad después de pasar más de un mes en prisión en Praga.
Después de 37 días en prisión preventiva, el 2 de agosto de 2012, Blythe fue puesto en libertad bajo fianza, con ayuda del fondo en pro a la liberación de Blythe  (Free Randy) que fue creado por los otros miembros de la banda y que funcionaba de acuerdo a las donaciones aportadas por los fanes de la banda, lo que permitió a Lamb of God para continuar su gira en 2012. El 3 de agosto de 2012, la banda anunció que una gira por los Estados Unidos sería reservada o pospuesta para comenzar el 30 de octubre de 2012. La banda había cancelado previamente apariciones en los dos eventos Knotfest, el festival de música inaugural creado por Slipknot, que se celebrará a mediados de agosto, pero tras la liberación de Blythe, se restableció a pocas semanas del día del evento. Ya para el 5 de septiembre de 2012, la banda anunció fechas para su gira por Estados Unidos, que comenzaría a partir 30 de octubre de 2012 en Phoenix, Arizona, con In Flames como soporte junto con Hatebreed. El 19 de noviembre sería Hellyeah quien acompañaría a Lamb of God en la fecha respectiva, terminando así el tour desde el 20 de noviembre hasta el 16 de diciembre con Sylosis, una banda británica encargada de dar el acto de apertura en todas las fechas contempladas en este periodo de tiempo.
Blythe fue acusado de los cargos en diciembre de 2012, pero fue absuelto el 5 de marzo de 2013 no obstante, la fiscalía planeo apelar la sentencia absolutoria, concluyendo que Blythe es inocente de los cargos.

## Estilo musical
Lamb of God se formó como una banda instrumental, Burn the Priest, e incorporando un vocalista al unirse Randy Blythe al grupo. Después de alcanzar el éxito con el lanzamiento en 2004 del álbum Ashes of the Wake. Burn the Priest y los tempranos Lamb of God han sido etiquetados[¿por quién?] como thrash metal y death metal con influencias de metalcore o grindcore híbrido con fuertes elementos de groove metal, que a menudo conecta al grupo con la influyente banda Pantera. Burn the Priest y Lamb of God incluyen guturales característicos del death metal, y a veces letras difíciles de descifrar al oído. El estilo es considerado[¿por quién?] como una variación entre varios géneros, incluyendo el metalcore, el thrash metal, el death metal e incluso poseyendo influencias de sludge metal.[cita requerida]
New American Gospel continúa con un estilo similar a Burn the Priest, con una fuerte producción enfocada en el «Twin» (doble bombo) de la batería. Aquí, Allmusic consideró que la banda tendía con éxito un puente entre la tendencia de los 90 a la técnica y en enfoque del metal reciente en la construcción de riffs y que toca un estilo de heavy metal descrito no como contrario a Meshuggah, sin algunos de sus componentes de math metal.[cita requerida]
En En Ashes of the Wake continuaron con la progresión de As the Palaces Burn con solos de guitarra más frecuentes. Sacrament, editado en 2005, fue descrito por los críticos[¿por quién?] como más técnico, considerando especialmente la interpretación vocal. De nuevo, el grupo experimentó con más melodías y solos de guitarra.
Debido a la variedad de las influencias, los elementos estilísticos y cambios a lo largo de la carrera de Lamb of God, la prensa ha elegido varios géneros y términos para describir su música. Han sido etiquetados como un grupo de groove metal y pure american metal. Campbell, el bajista, en el DVD Walk With Me in Hell, dice que Lamb of God es una banda punk que toca heavy metal», mientras que Chris Adler se refiere a Sacrament como álbum de speed metal.[cita requerida]

## Discografía

### Álbumes
Como Burn the Priest
- Burn the Priest (1999)
- Legion: XX (2018)

Como Lamb of God
- New American Gospel (2000)
- As the Palaces Burn (2003)
- Ashes of the Wake (2004)
- Sacrament (2006)
- Wrath (2009)
- Resolution (2012)
- VII: Sturm und Drang (2015)
- Lamb of God (2020)
- Omens (2022)

### DVD
- Terror and Hubris (2003)
- Killadelphia (2005)
- Walk With Me In Hell (2008)

## Videos
- «Black Label» (2002)
- «Ruin» (2003)
- «11th Hour» (2004)
- «As the Palaces Burn» (2004)
- «Laid to Rest (En Estudio)» (2004)
- «Laid to Rest" (2004)
- «Now You've Got Something to Die For» (2005)
- «Redneck» (2006)
- «Redneck» (En Estudio) (2006)
- «Walk With Me In Hell» (2008)
- «Set to Fail» (2009)
- «Ghost Walking» (2012)
- «Ghost Walking» (Video lírico) (2012)
- «Desolation» (2012)
- «Vigil» (2013)
- «Still Echoes» (Video lírico) (2015)
- «512» (2015)
- «Overlord» (2015)
- «Erase This (Audio)» (2015)
- «Embers (Audio) ft. Chino Moreno (Deftones)» (2015)
- «Memento Mori» (2020)